# Chaillac-sur-Vienne
Chaillac-sur-Vienne est une commune française située dans le département de la Haute-Vienne, en région Nouvelle-Aquitaine.
Ses habitants sont appelés les Chaillacois.

## Géographie

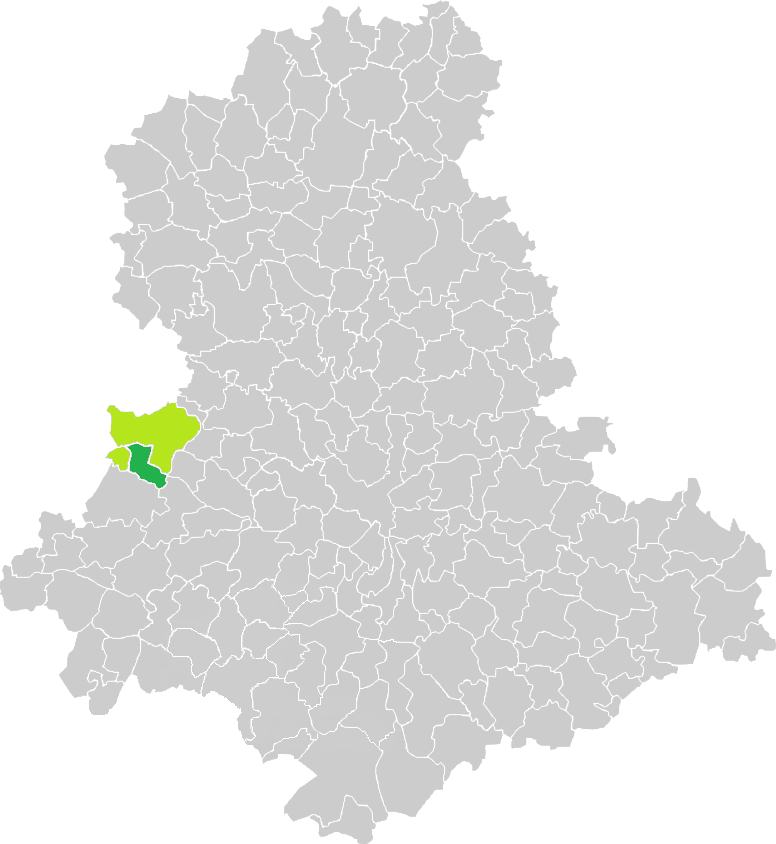
Situation de la commune de Chaillac-sur-Vienne en Haute-Vienne.

### Situation
La commune se trouve dans l'emprise du cratère de la météorite de Rochechouart.

### Communes limitrophes
Les communes limitrophes sont  Rochechouart, Saillat-sur-Vienne, Saint-Auvent, Saint-Junien et Saint-Martin-de-Jussac.
|                    | Saint-Junien        |                        |
| Saillat-sur-Vienne | Chaillac-sur-Vienne | Saint-Martin-de-Jussac |
|                    | Rochechouart        |                        |

### Climat
Pour des articles plus généraux, voir Climat de la Nouvelle-Aquitaine et Climat de la Haute-Vienne.
Historiquement, la commune est exposée à un climat océanique limousin.  
En 2020, Météo-France publie une typologie des climats de la France métropolitaine dans laquelle la commune est exposée à un climat océanique altéré et est dans la région climatique Poitou-Charentes, caractérisée par un bon ensoleillement, particulièrement en été et des vents modérés.
Pour la période 1971-2000, la température annuelle moyenne est de 11,7 °C, avec une amplitude thermique annuelle de 14,9 °C. Le cumul annuel moyen de précipitations est de 999 mm, avec 13,2 jours de précipitations en janvier et 7,4 jours en juillet. Pour la période 1991-2020, la température moyenne annuelle observée sur la station météorologique la plus proche, située sur la commune de Saint-Junien à 2,38 km à vol d'oiseau, est de 12,0 °C et le cumul annuel moyen de précipitations est de 957,1 mm,. Pour l'avenir, les paramètres climatiques de la commune estimés pour 2050 selon différents scénarios d’émission de gaz à effet de serre sont consultables sur un site dédié publié par Météo-France en novembre 2022.

## Urbanisme

### Typologie
Au 1er janvier 2024, Chaillac-sur-Vienne est catégorisée commune rurale à habitat dispersé, selon la nouvelle grille communale de densité à sept niveaux définie par l'Insee en 2022.
Elle est située hors unité urbaine et hors attraction des villes,.

### Occupation des sols
L'occupation des sols de la commune, telle qu'elle ressort de la base de données européenne d’occupation biophysique des sols Corine Land Cover (CLC), est marquée par l'importance des territoires agricoles (71 % en 2018), en diminution par rapport à 1990 (75,5 %). La répartition détaillée en 2018 est la suivante : 
zones agricoles hétérogènes (33,5 %), prairies (32,7 %), forêts (21,1 %), zones urbanisées (6,4 %), terres arables (4,8 %), eaux continentales (1,5 %). L'évolution de l’occupation des sols de la commune et de ses infrastructures peut être observée sur les différentes représentations cartographiques du territoire : la carte de Cassini (XVIIIe siècle), la carte d'état-major (1820-1866) et les cartes ou photos aériennes de l'IGN pour la période actuelle (1950 à aujourd'hui).

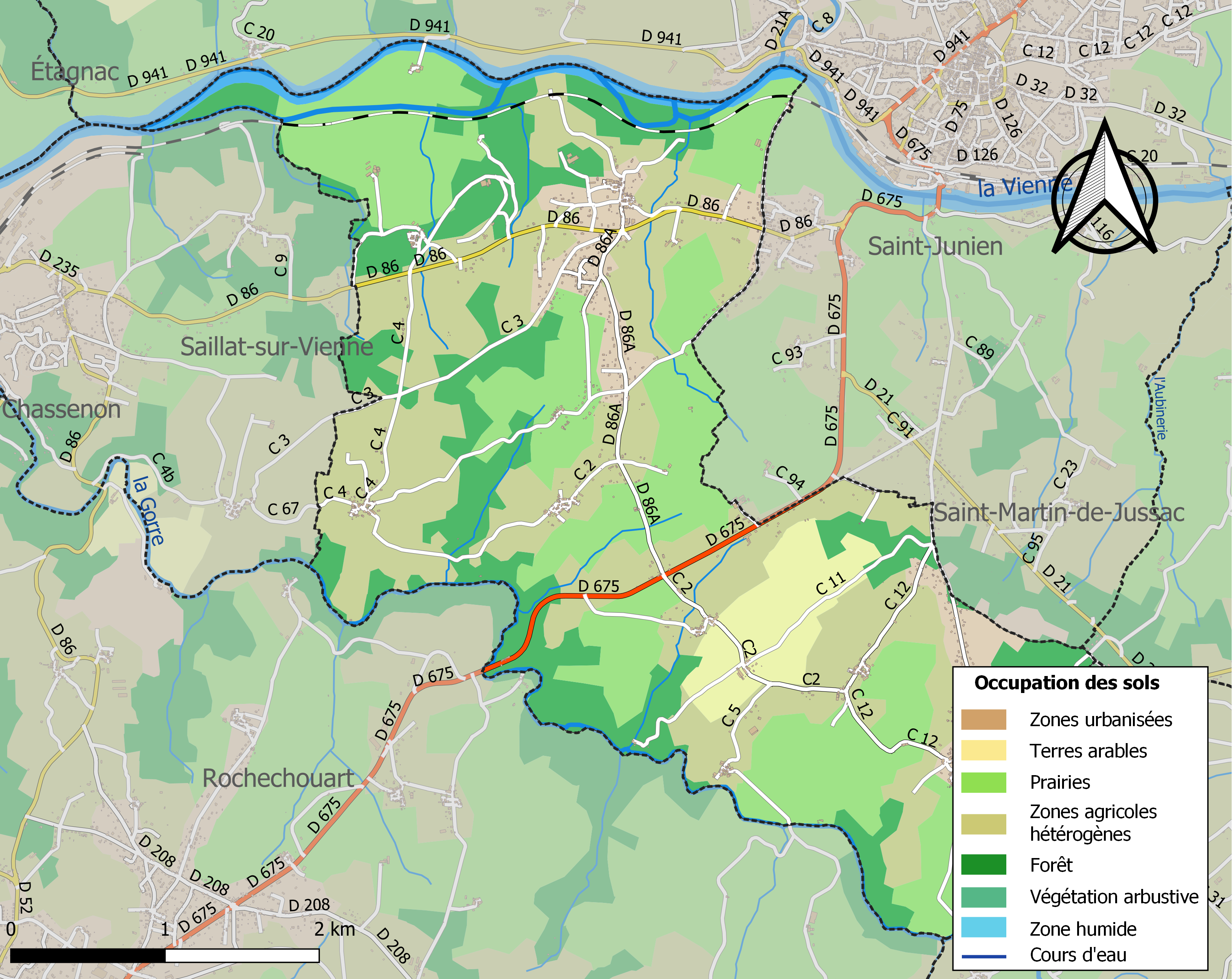
Carte des infrastructures et de l'occupation des sols de la commune en 2018 (CLC).

### Risques majeurs
Le territoire de la commune de Chaillac-sur-Vienne est vulnérable à différents aléas naturels : météorologiques (tempête, orage, neige, grand froid, canicule ou sécheresse), inondations et séisme (sismicité faible). Il est également exposé à un risque technologique, la rupture d'un barrage, et à un risque particulier : le risque de radon. Un site publié par le BRGM permet d'évaluer simplement et rapidement les risques d'un bien localisé soit par son adresse soit par le numéro de sa parcelle.

#### Risques naturels
Certaines parties du territoire communal sont susceptibles d’être affectées par le risque d’inondation par débordement de cours d'eau, notamment la Vienne, la Glane et la Gorre. La commune a été reconnue en état de catastrophe naturelle au titre des dommages causés par les inondations et coulées de boue survenues en 1982 et 1999,. Le risque inondation est pris en compte dans l'aménagement du territoire de la commune par le biais du plan de prévention des risques inondation (PPRI) de la « Vienne d'Aixe à Saillat », approuvé le 12 octobre 2007.

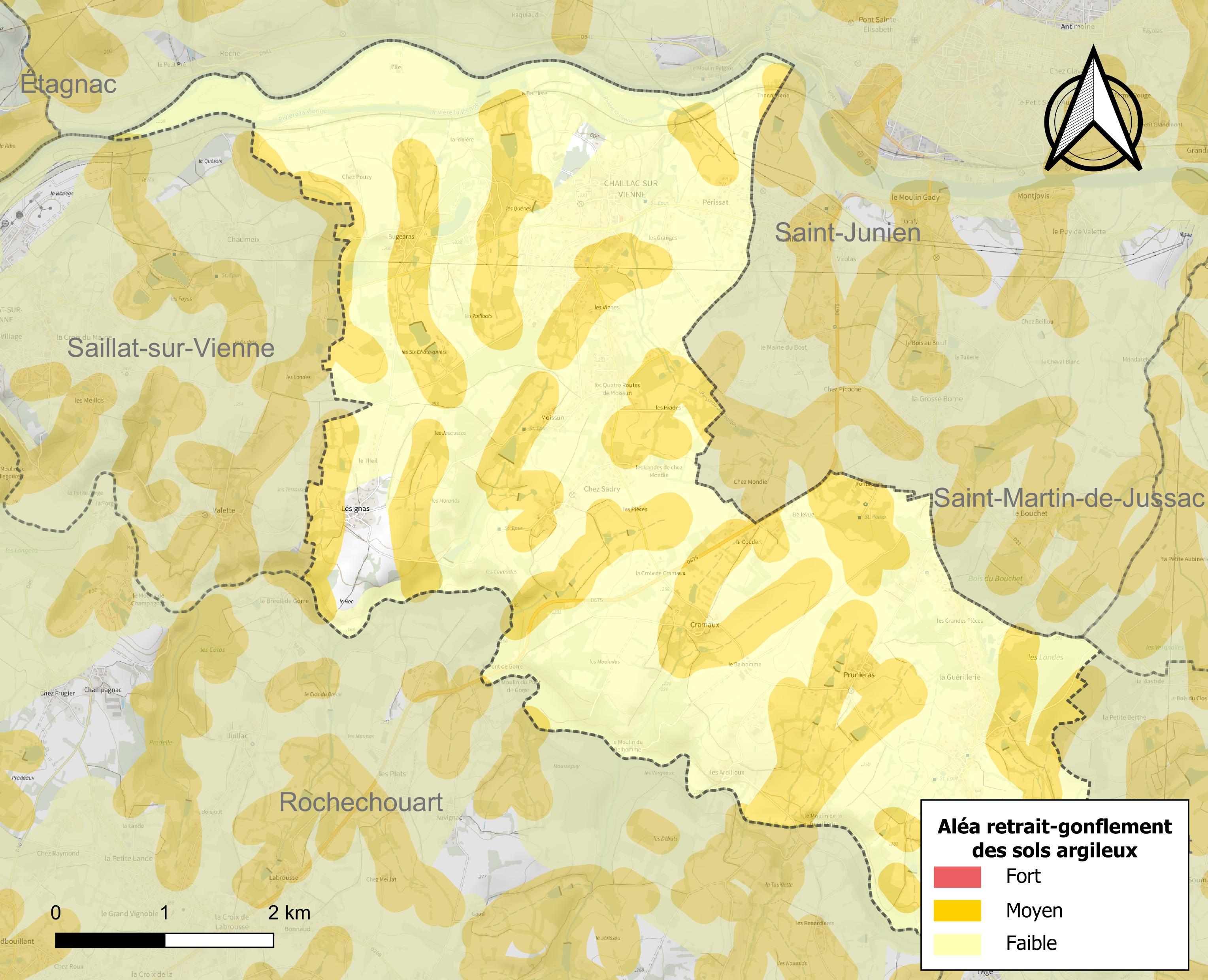
Carte des zones d'aléa retrait-gonflement des sols argileux de Chaillac-sur-Vienne.

Le retrait-gonflement des sols argileux est susceptible d'engendrer des dommages importants aux bâtiments en cas d’alternance de périodes de sécheresse et de pluie. 38,7 % de la superficie communale est en aléa moyen ou fort (27 % au niveau départemental et 48,5 % au niveau national métropolitain). Depuis le 1er octobre 2020, en application de la loi ÉLAN, différentes contraintes s'imposent aux vendeurs, maîtres d'ouvrages ou constructeurs de biens situés dans une zone classée en aléa moyen ou fort,.
La commune a été reconnue en état de catastrophe naturelle au titre des dommages causés par des mouvements de terrain en 1999.

#### Risque technologique
La commune est en outre située en aval des barrages de Lavaud-Gelade, dans la Creuse, de Saint-Marc et de Vassivière, des ouvrages de classe A. À ce titre elle est susceptible d’être touchée par l’onde de submersion consécutive à la rupture de cet ouvrage.

#### Risque particulier
Dans plusieurs parties du territoire national, le radon, accumulé dans certains logements ou autres locaux, peut constituer une source significative d’exposition de la population aux rayonnements ionisants. Selon la classification de 2018, la commune de Chaillac-sur-Vienne est classée en zone 2, à savoir zone à potentiel radon faible mais sur lesquelles des facteurs géologiques particuliers peuvent faciliter le transfert du radon vers les bâtiments.

## Histoire
Les Hospitaliers de la commanderie de Limoges (Le Palais-sur-Vienne) percevaient des rentes sur la paroisse de Chaillac à partir de leur annexe dite de Saint-Junien / Le Temple-de-Saint-Jean. On les trouve implantés en particulier à la Guérillerie et au moulin de La Guérillerie sur la Gorre, moulin banal qui s'appelait autrefois Le Moulin Coudais et dont l'origine pourrait remonter aux templiers.
L'ancienne paroisse de Chaillac au sein du diocèse de Limoges correspondait au territoire des communes de Chaillac-sur-Vienne et de Saillat-sur-Vienne, qui n'était alors qu'un petit village. Du point de vue administratif, elle dépendait du Poitou tout comme Rochechouart. En 1875 a lieu la création de la ligne de chemin de fer entre Limoges et Angoulême. Saillat est doté de la gare qui porte son nom. Dès lors l'importance du village grandit avec sa population. La création près de là d'une papeterie aura un grand retentissement sur l'avenir de la commune. Elle va diviser la population de Chaillac en deux groupes distincts d'habitants : les agriculteurs de l'est et les ouvriers de l'ouest.
.Dans les années 1920, les ouvriers de l'usine, en grève, la détériorent. Les entrepreneurs de l'usine présentent la facture des réparations à la mairie de la commune devenue Chaillac-sur-Vienne par un décret du 16 août 1919. Les agriculteurs de l'est ne veulent pas payer. Cela conduit à la création de la commune de Saillat par le démembrement de celle Chaillac-sur-Vienne, le 2 janvier 1928.

## Politique et administration

### Liste des maires
| Période                                  | Période  | Identité           | Étiquette | Qualité     |
| ---------------------------------------- | -------- | ------------------ | --------- | ----------- |
| Les données manquantes sont à compléter. |          |                    |           |             |
| mars 2001                                | En cours | Jean-Pierre Granet | DVD       | Agriculteur |

## Population et société

### Démographie
L'évolution du nombre d'habitants est connue à travers les recensements de la population effectués dans la commune depuis 1793. Pour les communes de moins de 10 000 habitants, une enquête de recensement portant sur toute la population est réalisée tous les cinq ans, les populations de référence des années intermédiaires étant quant à elles estimées par interpolation ou extrapolation. Pour la commune, le premier recensement exhaustif entrant dans le cadre du nouveau dispositif a été réalisé en 2007.

En 2022, la commune comptait 1 253 habitants, en évolution de +1,46 % par rapport à 2016 (Haute-Vienne : −0,68 %, France hors Mayotte : +2,11 %).
| 1793  | 1800  | 1806  | 1821  | 1831  | 1836  | 1841  | 1846  | 1851  |
| ----- | ----- | ----- | ----- | ----- | ----- | ----- | ----- | ----- |
| 1 623 | 1 369 | 1 202 | 1 199 | 1 188 | 1 222 | 1 213 | 1 309 | 1 316 |

| 1856  | 1861  | 1866  | 1872  | 1876  | 1881  | 1886  | 1891  | 1896  |
| ----- | ----- | ----- | ----- | ----- | ----- | ----- | ----- | ----- |
| 1 240 | 1 221 | 1 181 | 1 164 | 1 270 | 1 372 | 1 533 | 1 652 | 1 841 |

| 1901  | 1906  | 1911  | 1921  | 1926  | 1931 | 1936 | 1946 | 1954 |
| ----- | ----- | ----- | ----- | ----- | ---- | ---- | ---- | ---- |
| 1 875 | 1 980 | 1 934 | 1 630 | 1 597 | 771  | 715  | 651  | 613  |

| 1962 | 1968 | 1975 | 1982 | 1990 | 1999 | 2006  | 2007  | 2012  |
| ---- | ---- | ---- | ---- | ---- | ---- | ----- | ----- | ----- |
| 655  | 574  | 505  | 774  | 898  | 951  | 1 045 | 1 058 | 1 197 |

| 2017  | 2022  | - | - | - | - | - | - | - |
| ----- | ----- | - | - | - | - | - | - | - |
| 1 235 | 1 253 | - | - | - | - | - | - | - |

## Culture locale et patrimoine

### Lieux et monuments
- L'église Saint-Saturnin, (XIIIe – XVe siècle) possède une magnifique chapelle construite par les Rochechouart sur les murs de laquelle figurent des fresques représentant la Résurrection.

L'édifice a été classé au titre des monuments historique en 1996.

### Personnalités liées à la commune
- Roland Mazoin (1929-2007), ancien député, ancien conseiller général, ancien maire de Saint-Junien.

### Héraldique
| Blason de Chaillac-sur-Vienne | Blason  | Parti: au 1er de gueules à cinq châteaux d'or ordonnés en sautoir, au 2e d'hermine à la bordure de gueules; le tout sommé d'un chef fascé ondé d'argent et de gueules. |
| Blason de Chaillac-sur-Vienne | Détails | |